# San Nicola (Bari)
San Nicola è il quartiere storico della città di Bari. Detto Bari Vecchia dai suoi abitanti, è inserito all'interno delle antiche mura, ed è così denominato, a partire dal XIX secolo, in contrapposizione alla città nuova (la cui edificazione è iniziata a partire dal 1813 sotto il regno di Gioacchino Murat).
Bari Vecchia è situata nella penisola racchiusa tra i due porti di Bari (il porto vecchio e il porto nuovo), delimitata a sud da Corso Vittorio Emanuele, mentre la città nuova si estende tra la ferrovia e la costa, con strade a reticolo ortogonale. Insieme formano l'odierno centro urbano della città di Bari e sono riuniti dal 2014 nel I municipio (ex IX circoscrizione) denominata quartiere Murat, che è il centro pulsante della città capoluogo pugliese.

## Descrizione
(Italo Calvino, Finibusterre, 1954)
La città antica (la cosiddetta Bari vecchia) fra i porti nuovo e vecchio è chiusa a est dalle mura che la separano dal lungomare ed è caratterizzata da un impianto urbanistico tipicamente medievale. Si trovano nella Bari antica notevoli monumenti romanici, tra cui la Basilica di San Nicola (XII secolo), capolavoro dell'architettura romanico pugliese. Altro edificio da ammirare insieme alla sua bellissima Cripta è la Cattedrale di San Sabino (1170-1178), nei cui archivi è conservato un celebre Exultet (codice miniato) databile attorno al 1025.

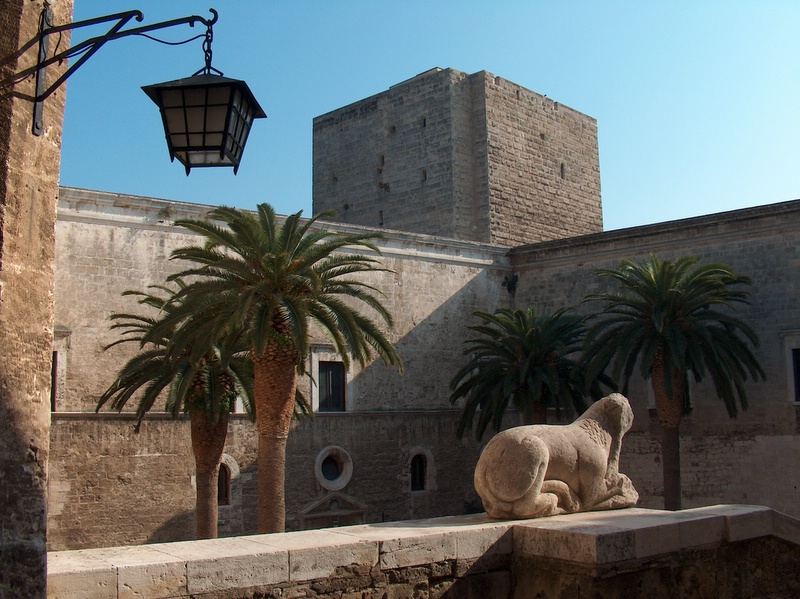
Cortile interno del castello normanno-svevo

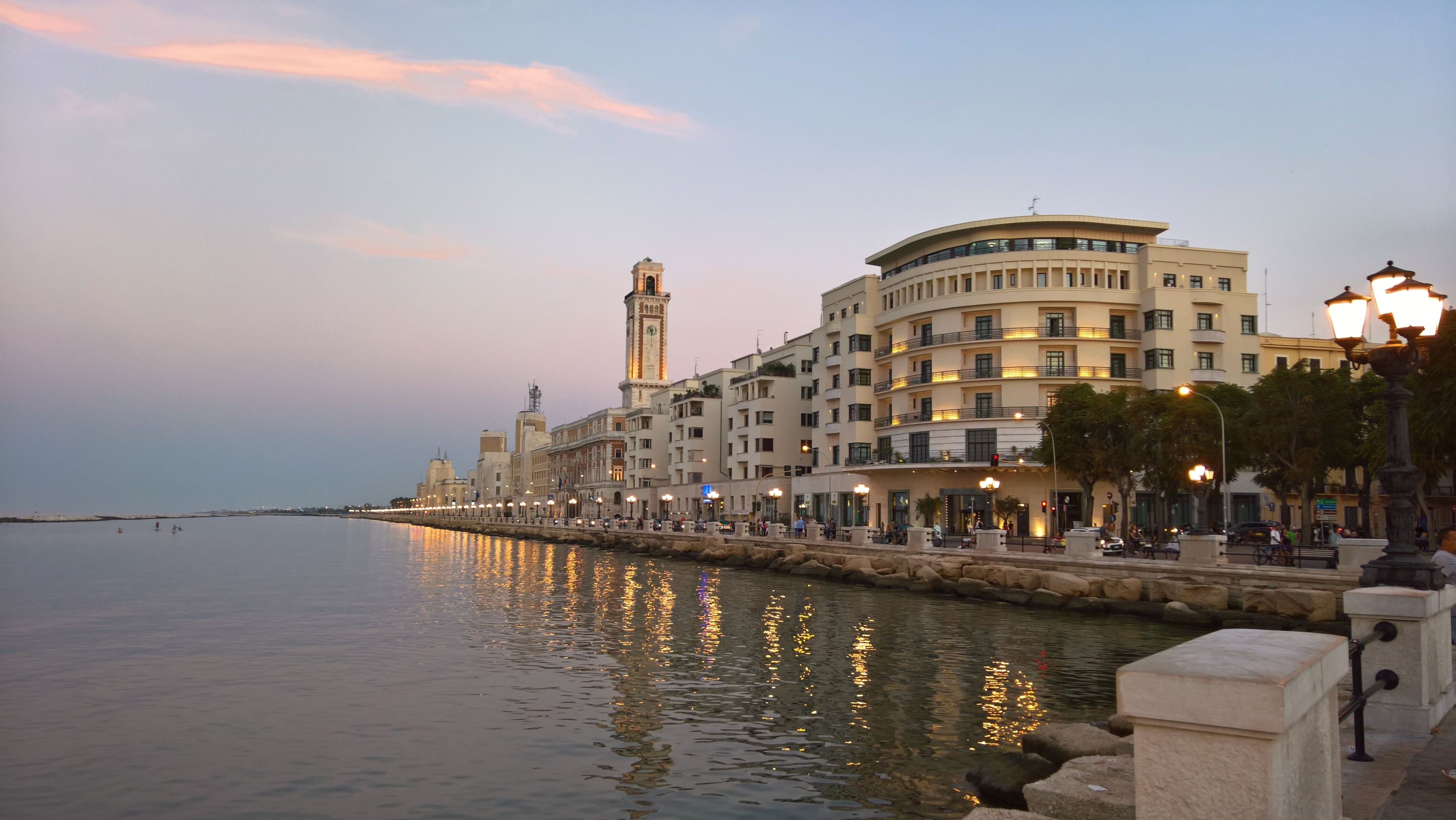

Il centro storico pullula di chiese minori tra cui interessanti dal punto di vista architettonico sono la Chiesa di San Gregorio (XI secolo-XII secolo), la Chiesa della Trinità, la Chiesa di San Giorgio dei Martiri (o degli Armeni), la Chiesa di Santa Chiara, la Chiesa di San Giuseppe, la chiesa di San Marco dei Veneziani, quella di Santa Scolastica, la Chiesa di Santa Pelagia, la Chiesa del Gesù, la Chiesa di Santa Teresa dei Maschi, con annesso Convento, la Chiesa di San Michele e ultima, ma non meno apprezzabile, la Chiesa della Vallisa.
Inoltre, nella città antica sono presenti altri monumenti come il celebre castello normanno-svevo fatto edificare, perlomeno nel suo nucleo principale a noi pervenuto, da Federico II di Svevia sul sito di precedenti fortificazioni normanne e bizantine. Particolare nota merita il ritrovamento al suo interno, durante gli scavi condotti all'inizio degli anni ottanta, della pianta completa di una chiesetta protocristiana con l'abside canonicamente orientata ad est, cioè verso il punto in cui sorge il sole, il cui impianto, completo di fonte battesimale e recante nel piano fondale diverse sepolture, è visitabile seguendo il percorso attrezzato in uscita dal fondo della sala che ospita la Gipsoteca.
Ampliato nel XVI secolo, quando divenne dimora di Isabella d'Aragona e in seguito dalla di lei figlia Regina Bona Sforza di Polonia, fu poi adibito nel XIX secolo dapprima a prigione e successivamente a caserma. Le principali modifiche riguardarono, in epoche diverse, le torri e successivamente i loro bastioni che si ergono imponenti dal fondo del fossato che circondava l'intero edificio.
Altro edificio celebre di Bari antica è il Fortino di Sant'Antonio Abate, eretto per scopi difensivi nel XIV secolo dal Principe di Taranto Giovanni Antonio Orsini Del Balzo, demolito dagli stessi baresi nel 1463 e in seguito ricostruito nel XVI secolo.
Da non trascurare i percorsi pedonali che da Piazza del Ferrarese portano, attraverso l'antica Piazza Mercantile, dove è ubicata la Colonna Infame, e all'intrico di vicoli della città vecchia, con i suoi profumi e gli scorci di improvvisa bellezza, e attraverso la rampa che conduce al Fortino su citato, alla suggestiva passeggiata lungo la Muraglia  che termina in prossimità del complesso di Santa Scolastica, nei pressi dell'accesso principale all'area portuale.
I principali palazzi storici di Bari vecchia sono i seguenti:
- Palazzo Arcivescovile e Palazzo del Seminario del XVII secolo
- Palazzo Macario dei secoli XVI-XVII nobili di Noicattaro
- Palazzo Bianchi Dottula del XVII-XVIII secolo marchese di Montrone
- Palazzo Dentamaro del XVII-XVIII secolo
- Palazzo de Angelis Effrem del XVIII secolo marchese di Torre Ruggero e patrizi di Bari
- Palazzo Simi del XVII secolo, patrizi di Lucca e nobili di Bari
- Palazzo Zeuli dei secoli XVII-XVIII nobili di Andria
- Palazzo Calò Carducci del XVIII secolo patrizi di Bari e Taranto
- Palazzo Verrone del XVI secolo
- Palazzo Diana del XVII secolo nobili di Bari
- Palazzo Gironda del XVII secolo marchesi di Canneto
- Palazzo del Sedile dei Nobili del XV secolo -XVI
- Palazzo d'Amely del XVIII secolo baroni di Binetto
- Palazzo Tanzi di Blevio del XVI secolo nobili di Milano
- Palazzo Zizzi del XVI secolo
- Palazzo de Gemmis del XVII secolo baroni di Terlizzi

## Storia
Non rimane ormai nulla della Var peuceta e della Barium romana (eccetto che per i ritrovamenti citati sopra); le vestigia più antiche della città sono sottostanti all'attuale città vecchia. Si possono fare e si sono fatte, quindi, solo ipotesi (alcune più, altre meno accreditate) sull'aspetto che Bari aveva in epoca preromana e romana.

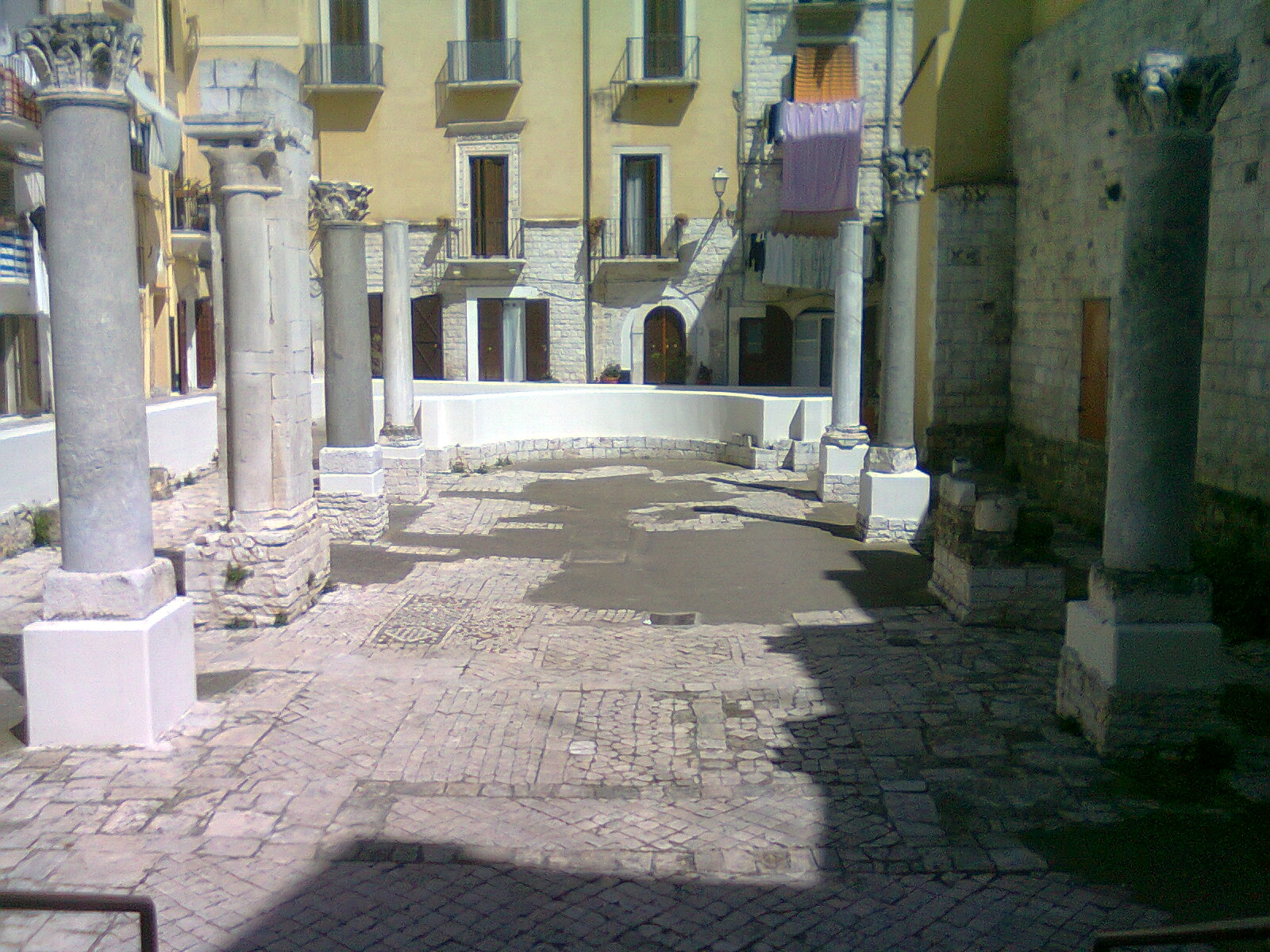
I resti dell'antica chiesa di Santa Maria del Buon Consiglio a Bari vecchia, opera risalente ai secoli IX - XIII (clicca sull'immagine per i dettagli).

 Il centro storico, così come lo vediamo oggi è strutturato sull'impostazione urbanistica d'epoca bizantina e presenta edifici di varie epoche – circa dall'XI al XVII secolo, tranne alcune eccezioni. Spesso sono stati utilizzati i basamenti di edifici abbattuti o intere parti di edifici preesistenti per innalzare o integrare i nuovi. Dai disegni e dalle descrizioni degli storici sappiamo come si presentava Bari dal XII al XIX secolo. Fortificata verso mare, con la caratteristica muraglia che tuttora vediamo (anche se, a causa della costruzione del lungomare nei primi 30 anni del Novecento s'è persa la vista suggestiva delle mura quasi a strapiombo sul mare) e verso terra, da robuste mura circondate da fossato colmo d'acqua (consueto per l'epoca); il castello, a ovest, completava l'apparato difensivo. Le mura di cinta sembra dovessero essere massicce e maestose ed erano rafforzate da quattro torrioni: i due a settentrione ancora presenti, quello di Sant'Antonio (ricostruito dopo il XIV secolo e oggi conosciuto come "fortino di Sant'Antonio") e quello di Santa Scolastica; a meridione quelli di San Domenico e del Vento (il primo sito appunto in prossimità della chiesa di San Domenico, il secondo situato nei pressi dell'odierna piazza Ferrarese, all'angolo sud-est).
Inizialmente l'unica porta di accesso alla città era situata vicino allo spigolo sud-occidentale del castello svevo, sul perimetro dell'odierna piazza Massari, ed era detta porta Santa Maria (da un dipinto della stessa, in una nicchia presente in alto ad essa) o reale; poi nel 1612, approfittando di nuovi lavori di ristrutturazione della cinta muraria ne fu costruita una nuova a Sud-Est (già prevista da 9 anni prima), detta appunto porta Nuova o porta Lecce (proprio perché da essa partiva una strada che volgeva a Mezzogiorno), o ancora australe, utile a facilitare il transito per la città dei mercanti con le proprie merci. Nei recenti lavori di ripavimentazione di Piazza Ferrarese (la piazza di accesso a sud-est al centro storico) sono venute alla luce le basi di questa seconda porta e delle mura in cui essa si apriva (una parte del vecchio lastricato è stato lasciato in vista e su quello odierno due file di basole scure segnano i contorni della porta e delle mura stesse).
Per secoli i centri nevralgici di Bari sono stati le due chiese maggiori, in quanto centri della fede e il castello, sede dapprima del potere politico e militare e successivamente solo di quello militare, in quanto di fronte alla grande piazza Mercantile il palazzo del Sedile fu sede del Decurionato. Questi centri sono tutti collegati direttamente tra loro: la Strada del Carmine collega la Cattedrale alla Basilica di S. Nicola, la Strada Palazzo di Città unisce Piazza Mercantile alla Basilica e le Strade Filioli e Rua Fragigena collegano la Cattedrale con Piazza Mercantile, passando attraverso la Piazza dei Gesuiti. Su queste strade, le più importanti famiglie dell'aristocrazia barese fecero edificare le loro imponenti residenze.
D'importanza rilevante erano anche le piazze: quelle Mercantile e Ferrarese erano al centro della vita cittadina e potevano essere utilizzate per il mercato. Un mercato aveva anche sede in un loggiato ad archi a tutto sesto posto ad est, a ridosso delle mura (ma esterno ad esse) e ad angolo con la porta nuova; quest'antico mercato coperto è stato ricostruito in toto nei recenti lavori di restauro del centro storico (ricalca quasi fedelmente quello di un tempo, che fu abbattuto). Vi sono poi altre piazze (p. San Pietro, Chiurlia) meno grandi. Molte abitazioni sono poi “a corte” (case distribuite attorno a un cortile centrale).